# Pierre Cassignard
Pierre Cassignard (n. 19 decembrie 1965, Sainte-Foy-la-Grande, Aquitaine, Franța – d. 20 decembrie 2021, Marsilia, Provence-Alpes-Côte d'Azur, Franța) a fost un actor francez.

## Biografie
Pierre Cassignard s-a născut în Sainte-Foy-la-Grande, (Gironde). După bacalaureat, s-a mutat la Paris în 1984 pentru a se alătura Școlii Naționale din Rue Blanche (acum la Lyon). Prima logodnă a avut-o la Teatrul Renaissance în 1987 în Un jardin en désordre de Alan Ayckbourn, unde a jucat rolul fiului lui Delphine Seyrig.
Pierre Cassignard a murit pe 20 decembrie 2021, din cauza cancerului după ziua lui.

## Teatru
| Anii    | Titlu                                | Roluri | Autorii              | Directorii                           | Note                                                   |
| ------- | ------------------------------------ | ------ | -------------------- | ------------------------------------ | ------------------------------------------------------ |
| 1987    | Casa & Grădina                       |        | Alan Ayckbourn       | Stuart Seide                         |                                                        |
| 1991    | Un plic                              |        | Daniel Mesguich      | Daniel Mesguich                      |                                                        |
| 1995    | L'Illusion Comique                   |        | Pierre Corneille     | Arlette Téphany                      |                                                        |
| 1995    | Des jours entiers des nuits entières |        | Xavier Durringer     | Stéphanie Chévara                    |                                                        |
| 1996    | Gemenii Venetieni                    |        | Carlo Goldoni        | Gildas Bourdet                       | Premiul Moliere pentru cel mai bun actor Nominalizat]] |
| 1997    | Bel Ami                              |        | Guy de Maupassant    | Didier Long                          |                                                        |
| 1999    | De si bons amis                      |        | Joe Penhall          | Stéphan Meldegg                      |                                                        |
| 2000    | On ne refait pas l’avenir            |        | Anne-Marie Etienne   | Anne-Marie Etienne                   |                                                        |
| 2003    | Uncle Vanya                          |        | Anton Chekhov        | Julie Brochen                        |                                                        |
| 2004    | Trei zile de ploaie                  |        | Richard Greenberg    | Jean-Marie Besset & Gilbert Desveaux |                                                        |
| 2004    | Devinez Qui ? Dix Petits Nègres      |        | Agatha Christie      | Bernard Murat                        |                                                        |
| 2005    | Stâpana Hanului                      |        | Carlo Goldoni        | Alain Sachs                          | Nominalizat - Premiul Moliere pentru cel mai bun actor |
| 2006    | Adulții                              |        | Woody Allen          | Benoît Lavigne                       |                                                        |
| 2008    | Bun Canar                            |        | Zach Helm            | John Malkovich                       |                                                        |
| 2008    | Cuplu ideal                          |        | Jean-Marie Besset    | Jean-Luc Revol                       |                                                        |
| 2010    | Pe purge bébé                        |        | Georges Feydeau      | Gildas Bourdet (2)                   |                                                        |
| 2010    | Iubitul                              |        | Harold Pinter        | Didier Long (2)                      |                                                        |
| 2010    | Léonie est en avance                 |        | Georges Feydeau      | Gildas Bourdet (3)                   |                                                        |
| 2011    | Doamna Sans-Gêne                     |        | Victorien Sardou     | Alain Sachs (2)                      |                                                        |
| 2012    | Festen                               |        | Thomas Vinterberg    | Daniel Benoin                        |                                                        |
| 2012    | Le kiné de Carcassonne               |        | Jean-Marie Besset    | Gilbert Désveaux (2)                 | [ 4 ]                                                  |
| 2013    | Cântecul Elefantului                 |        | Nicolas Billon       | Bruno Dupuis                         | [ 5 ]                                                  |
| 2013-14 | Hollywood                            |        | Ron Hutchinson       | Daniel Colas                         |                                                        |
| 2015-16 | Un amor nefinalizat                  |        | André Roussin        | Michel Fau                           |                                                        |
| 2016    | Darius                               |        | Jean-Benoît Patricot | Anne Bouvier                         |                                                        |

## Filmografie
| Anii | Titlu                                   | Roluri                       | Directori            | Note                   |
| ---- | --------------------------------------- | ---------------------------- | -------------------- | ---------------------- |
| 1988 | Tensiune înaltă                         | Nicolas                      | Patrick Dromgoole    | TV Series (1 Episode)  |
| 1990 | Le provincial                           | Pierre                       | Christian Gion       |                        |
| 1994 | Maigret                                 | Henri                        | David Delrieux       | TV Series (1 Episode)  |
| 1994 | Les Cordier, juge et flic               | Vincent                      | Alain Bonnot         | TV Series (1 Episode)  |
| 1995 | O femeie franceză                       | Inspector                    | Régis Wargnier       |                        |
| 1996 | Un weekend în Bourgogne                 | Simon                        | Alain Bonnot (2)     | TV Movie               |
| 1996 | Combats de femme                        | Cyril                        | Laurent Jaoui        | TV Series (1 Episode)  |
| 1997 | Al șaptlelea cer                        | Etienne                      | Benoît Jacquot       |                        |
| 1997 | Vive la république                      |                              | Éric Rochant         |                        |
| 1997 | Viens jouer dans la cour des grands     | Antony                       | Caroline Huppert     | TV Movie               |
| 1997 | Une soupe aux herbes sauvages           | Rodolphe                     | Alain Bonnot (3)     | TV Movie               |
| 1998 | Deux flics                              | Antoine Achard               | Laurent Heynemann    | TV Series (2 Episodes) |
| 1999 | Tôt ou tard                             | Julien                       | Anne-Marie Etienne   |                        |
| 1999 | Le sourire du clown                     | The violent man              | Éric Besnard         |                        |
| 2000 | Asasinul pasional                       | Eric                         | Didier Delaître      | TV Movie               |
| 2000 | Jeanne, Marie și alții                  | Auguste                      | Jacques Renard       | TV Movie               |
| 2001 | De toute urgence                        | Martin                       | Philippe Triboit     | TV Movie               |
| 2001 | Agathe et le grand magasin              | Deboz                        | Bertrand Arthuys     | TV Movie               |
| 2001 | Les ex font la loi                      | Guillaume                    | Philippe Triboit (2) | TV Movie               |
| 2002 | Vivante                                 | Louis                        | Sandrine Ray         |                        |
| 2002 | L'héritière                             | Pierre Valec                 | Bernard Rapp         | TV Movie               |
| 2002 | La torpille                             | Thierry Dalbi                | Luc Boland           | TV Movie               |
| 2003 | Violence des échanges en milieu tempéré | Thierry Molinaro             | Jean-Marc Moutout    |                        |
| 2003 | La bastide bleue                        | Vincent Rivière              | Benoît d'Aubert      | TV Movie               |
| 2003 | Il court, il court, le furet...         | Pierre                       | Didier Grousset      | TV Movie               |
| 2003 | Le Don fait à Catchaires                | Moshé Rosenberg              | William Gotesman     | TV Movie               |
| 2003 | Frații falși, jumătate adevărați        | Alexandre & Jérôme Maricacci | Daniel Losset        | TV Movie               |
| 2003 | Droit d'asile                           | Paul                         | Jean Marboeuf        | TV Movie               |
| 2003 | Femeile adorabile de negri              | François Marquand            | Jean-Marc Vervoort   | TV Movie               |
| 2003 | Les Cordier, juge et flic               | Julien Le Floch              | Michaëla Watteaux    | TV Series (1 Episode)  |
| 2005 | [[Păpuși Ruse (film)\|Păpuși Ruse]      | Platane                      | Cédric Klapisch      |                        |
| 2005 | Tout pour plaire                        | Benoit                       | Cécile Telerman      |                        |
| 2005 | Joséphine, ange gardien                 | Antoine                      | Sylvie Ayme          | TV Series (1 Episode)  |
| 2005 | Vérité obligă                           | Denis Servat                 | Dominique Ladoge     | TV Series (1 Episode)  |
| 2006 | Le proc                                 | David Chauvot                | Jean-Marc Seban      | TV Series (1 Episode)  |
| 2007 | J'aurais voulu être un danseur          | Guy                          | Alain Berliner       |                        |
| 2007 | Cereți permisiunea copiilor             | David                        | Eric Civanyan        |                        |
| 2007 | Un juge sous influence                  | Raoul Duval                  | Jean Marboeuf (2)    | TV Movie               |
| 2007 | Stâpana Hanului                         | Knight of Ripafratta         | Patrick Czaplinski   | TV Movie               |
| 2008 | Bărbatul și câinele său                 | Jean-Luc                     | Francis Huster       |                        |
| 2008 | Roue de secours                         | Laurent / Laurence Ribouche  | Williams Crépin      | TV Movie               |
| 2008 | Afacere în sfârșit                      | Moïse Keller                 | Fabrice Genestal     | TV Movie               |
| 2008 | Scénarios contre les discriminations    | The real estate              | Artus de Penguern    | TV Series (1 Episode)  |
| 2008 | La cour des grands                      | Bertrand Clavery             | Christophe Barraud   | TV Series (1 Episode)  |
| 2009 | Les tricheurs                           | Christian Fournier           | Benoît d'Aubert (2)  | TV Series (1 Episode)  |
| 2010 | Le grand restaurant                     | A Client                     | Gérard Pullicino     | TV Movie               |
| 2010 | Notre Dame des Barjots                  | Marc                         | Arnaud Sélignac      | TV Movie               |
| 2010 | Empreintes criminelles                  | Julien Valour                | Christian Bonnet     | TV Series (6 Episodes) |
| 2011 | Cucerirea                               | Frédéric Lefebvre            | Xavier Durringer     | [ 7 ]                  |
| 2011 | Jeanne Devère                           | Pascal Pia                   | Marcel Bluwal        | TV Movie               |
| 2011 | Boulevard du Palais                     | Jean Mathieu                 | Christian Bonnet (2) | TV Series (1 Episode)  |
| 2012 | Eléonore, l'intrépide                   | Tristan                      | Ivan Calbérac        | TV Movie               |
| 2012 | Je retourne chez ma mère                | François                     | Williams Crépin (2)  | TV Movie               |
| 2012 | Toussaint Louverture                    | Étienne de Laveaux           | Philippe Niang       | TV Mini-Series         |
| 2012 | Camera 327                              | Romain Dechassey             | Benoît d'Aubert (3)  | TV Mini-Series         |
| 2013 | Copii interdiți                         | Antoine                      | Jacques Renard (2)   | TV Movie               |
| 2015 | Studentul și Domnul Henri               |                              | Ivan Calbérac (2)    |                        |
| 2015 | Stavisky, l'escroc du siècle            | Guillaume Faure              | Claude-Michel Rome   | TV Movie               |
| 2015 | Crime de la Étretat                     | Pierre Vergnault             | Laurence Katrian     | TV Series (1 Episode)  |
| 2015 | Le sang de la vigne                     | Jérémie Casenove             | Régis Musset         | TV Series (1 Episode)  |
| 2016 | Section de recherches                   | Stanislas Meyer              | Jean-Marc Thérin     | TV Series (1 Episode)  |
| 2017 | Legea lui Pauline                       | Christophe                   | Philippe Venault     | TV Movie               |